# Sonic Pi
Sonic Piは音や音楽を扱うオープンソースのプログラミング環境。

## 概要
Ruby言語上のドメイン固有言語として実装されており、SuperColliderを音声合成のバックエンドとして使用している。ライブコーディングと呼ばれる、演奏しながらコードの内容を書き換えて反映していくスタイルを想定した環境になっている。サム・アーロンによりRaspberry Pi財団との協働で開発され、音楽やプログラミングの教育用途も想定されているため、ドキュメントやチュートリアルも充実しているほか、多言語へ翻訳されている。
2012年にリリースされ、2024年4月時点でバージョン4.5.1が公開されている。Windows、macOS、Linux、Raspberry Pi OSで利用可能。

## 構文
構文は次のようになる。比較的簡単なコードで、MIDI規格に対応した音を鳴らす play や、 amp: といったコードを使うことにより、多彩な音楽を表現することができる。
```
play 60
sleep 0.5
play 72, amp: 2
sleep 1
play 60, pan: -1
use_synth :saw
play 58
sleep 1
play 62, release: 2

```